# 兪明震
兪 明震（ゆ めいしん、1860年 - 1918年）は、清末の官僚・教育者・詩人。字は恪士、号は孤庵。祖籍は紹興府山陰県・隷籍は順天府宛平県・出身地は湖南省善化県（現在の長沙県）。
1890年に科挙に合格し翰林院庶吉士に選抜、刑部主事を経て1895年に顧肇熙の後任として台湾布政使となる。任命されてまもなく日清戦争後の下関条約により台湾が日本に割譲されることが決定されると、割譲に反対する勢力と共に台湾民主国を樹立し内務大臣に就任。しかし日本軍の攻撃により台湾民主国は間もなく瓦解し、兪明震は広州へと逃亡する。
中国本土に戻った後は戊戌の変法を支持するが、変法派の失脚後は教育の場に携わる様になり南京江南水師学堂の督弁（校長）となる。その後は甘粛省に赴いて提学使を歴任するなどしたが、辛亥革命を経て晩年は上海・杭州に寓居した。
孫の一人は中国映画女優の草分け的存在である兪珊、現在全国政治協商会議主席・中国共産党中央政治局常務委員である兪正声は曾孫。また、江南水師学堂時代の教え子の一人に魯迅がいる。『魯迅日記』の中に数多く出現する「恪士師」は兪明震を指し、『瑣記』の中でも彼を海外留学させた恩師としても表現している。